# La giungla della settima strada
La giungla della settima strada (The Garment Jungle) è un film del 1957 diretto da Vincent Sherman e Robert Aldrich.
È un film noir statunitense con Lee J. Cobb, Kerwin Mathews e Gia Scala. È basato sull'articolo del 1955 Gangsters in the Dress Business di Lester Velie apparso sul Readers Digest.

## Produzione
Il film, diretto da Vincent Sherman e Robert Aldrich (che diresse solo la prima parte dopo essere stato colpito dalla febbe per la quale dovette abdicare lasciando il timone a Sherman) su una sceneggiatura e un soggetto di Harry Kleiner, fu prodotto dallo stesso Kleiner per la Columbia Pictures Corporation e girato a New York dal 13 ottobre al 7 dicembre 1956. Il titolo di lavorazione fu  Garment Center.

## Distribuzione
Il film fu distribuito con il titolo The Garment Jungle negli Stati Uniti nel 1957 (première a New York il 15 maggio 1957) al cinema dalla Columbia Pictures.
Altre distribuzioni:
- in Germania Ovest il 20 settembre 1957 (Ums nackte Leben)
- in Svezia il 28 ottobre 1957 (Samhällets marodörer)
- in Francia nel 1958 (Racket dans la couture)
- in Francia nel 1958 (Cannes Film Festival)
- in Danimarca il 19 giugno 1959 (Med en gangster i ryggen)
- in Italia (La giungla della settima strada)
- in Spagna (Bestias de la ciudad)
- in Brasile (Clima de Violência)
- in Grecia (Gangsters polyteleias)
- in Finlandia (New Yorkin alamaailma)

## Promozione
La tagline è: The whole naked truth about the rackets in New York's garment center!.